# 오쓰키역
오쓰키역(일본어: 大月駅, おおつきえき)은 일본 야마나시현 오쓰키시에 있는 철도역이다.
주오 쾌속선의 일부 열차는 이 역까지 운행한다. 동일본 여객철도 소속 열차 중 일부는 이 역에서 후지 급행 선 구간으로 직결 운행하기도 한다.

## 타는 곳

### 동일본 여객철도
| 3 | ■ 주오 본선    | 고후・고부치자와・시오지리・마쓰모토 방면                                        |
| 3 | ■ 주오 쾌속선  | 다카오・하치오지・다치카와・신주쿠・도쿄 방면                                    |
| 4 | ■ 주오 쾌속선  | (당역출발 상하행선 및 상하행선 대피선)                                           |
| 4 | ■ 주오 본선    | (당역출발 및 후지급행 선 출발열차) 다카오・하치오지・다치카와・신주쿠・도쿄 방면 |
| 4 | ■ 후지 급행 선 | (주오 선 구간 출발열차) 후지요시다・가와구치 호 방면                             |
| 5 | ■주오 쾌속선   | 다카오・하치오지・다치카와・신주쿠・도쿄 방면                                    |

### 후지 급행
| 1・2 | ■ 후지급행 선 | 후지요시다・가와구치 호 방면 |

## 역세권 정보
- 주오 자동차도
- 국도 20호선, 국도 139호선

## 인접역
| 동일본 여객철도 주오 본선 후지 급행 오쓰키 선                  | 동일본 여객철도 주오 본선 후지 급행 오쓰키 선 | 동일본 여객철도 주오 본선 후지 급행 오쓰키 선 |
| -------------------------------------------------------------- | --------------------------------------------- | --------------------------------------------- |
| JC 31 사루하시 도쿄 방면                                       | 주오 쾌속선 오쓰키 선                         | 가미오쓰키1 가와구치코 방면                   |
| 동일본 여객철도 주오 본선                                      |                                               |                                               |
| JC 31 사루하시 다치카와 방면                                   | 주오 본선 보통                                | 하쓰카리 마쓰모토 방면                        |
| 1. 보통 열차 중에서 하루 한 편은 가미오쓰키를 무정차 통과한다. |                                               |                                               |